# الترجمة التحريرية والفورية
تُطلق الترجمة والترجمة الفورية أو الترجمة التحريرية والشفوية على الدراسات الجامعية التي ترمي إلى تدريب الوسطاء اللغويين المهنيين، أي المترجمين والمترجمين الفوريين. وتُعد دراسات الترجمة هي الدراسة التي تحكم وتنظم النظرية والتوصيف والتطبيق لهذه الدراسات.
تستند دراسات الترجمة والترجمة الفورية إلى توليفة لغوية تتشكل عادة من ثلاث لغات عمل أو لغات:
- اللغة الأولى: وهي اللغة الأم أو ما يعادلها، والتي يكون للمترجم بها إدراك وتحكم كامل بها.
- اللغة الثانية: وهي التي تعادل اللغة الأجنبية الأولى أو لغة التخصص، والتي يكون للمترجم بها سيطرة وإدراك فعال، أي يمكن القول أنها اللغة التي يستطيع أن يتعامل بها في مجال العمل ويترجم منها وإليها.[3]
- اللغة الثالثة: وهي التي تعادل اللغة الأجنبية الثانية، والتي يكون للمترجم بها سيطرة وإدراك إلى حد معقول، أي يمكن القول أنها اللغة التي يستطيع أن يتعامل بها في مجال العمل ويترجم منها إلى اللغة الأم فحسب. وبشكل اختياري، يمكنه الترجمة والمشاركة باللغة الأجنبية الثالثة والتي يسيطر عليها إلى حد ما.

وتتراوح مدة هذه الدراسات بين  سنة وأربع سنوات، تبعًا للبلد المعني وتبعًا للمرحلة الجامعية سواء كانت الشهادة الجامعية أو الماجستير. وتُعد المراكز التعليمية التي تتولى أمر هذه المهمة هي الكليات والمدارس الجامعية للترجمة والترجمة الفورية، وعلى الرغم من وجود جامعات تُستند هذه الدراسات إلى كليات الفلسفة والآداب، وعلوم الاتصال أو القانون.